# آن‌سوی دریا، این‌سوی خاک
آن سوی دریا، این سوی خاک یک مجموعه تلویزیونی محصول سال ۱۳۸۷ سیمای مرکز خلیج فارش به کارگردانی فرزین مهدی‌پور،  و تهیه‌کنندگی بهرام صادقی مزیدی می‌باشد که از شبکه دو پخش شد. این مجموعه در ۱۳ قسمت ۳۵ دقیقه‌ای تهیه شد
این مجموعه مضمونی پلیسی اجتماعی دارد و در آن داستان فردی به نام مراد تصویر می‌شود که علی‌رغم بی‌گناهی به اتهام حمل مواد مخدر در زندان امارات گرفتار می‌شود.

## بازیگران
- فرشید زارعی‌فرد
- علی اوسیوند
- حمید آذرنگ
- عباس افشاریان
- محمدعلی قویدل
- سیما پورسالاری
- زین‌العابدین صادقی مزیدی
- عصمت رضاپور
- محمد بلوچی‌نژاد
- محمدرضا قربانی
- موسی آشفته
- عباس حیدری
- طاهره آزادی
- معصومه علیپور
- سارا توکلی

و گروهی از بازیگران بومی شهر بندرعباس